# Iet Stants
Hendrika Henriëtte Cornelia (Iet) Stants (Utrecht, 17 januari 1903 - Culemborg, 3 februari 1968) was een Nederlands componist en van belang voor de Nederlandse padvinderswereld.
Ze was dochter van Elizabeth Henriëtte de Waal en huisarts Willem Herman Stants; haar ouders scheidden in 1908, alhoewel de officiële echtscheiding pas in 1916 werd uitgesproken. Haar vader hertrouwde, zijn stiefdochter kreeg de naam Nel Stants, een bekend actrice tot in de jaren zeventig. Iet Stants was in de jaren tien enige tijd verloofd met de latere dichter Roel Houwink. In 1938 trouwde met ze met Leendert Sillevis (1899-1971), verbonden aan een waterschap.
Ze had als basis een niet afgemaakte gymnasiumopleiding aan het Stedelijk Gymnasium Utrecht. Ze wilde muziek maken. Ze kreeg haar muziekopleiding van Willem Pijper aan de Utrechtse muziekschool. Pijper zorgde ervoor dat ze haar verloving met Houwink afbrak. Ze deed in 1921 haar examen Toonkunst en in 1924 haar examen voor piano-onderwijs (cum laude). Voor dames was destijds een loopbaan uitgestippeld als pianolerares, maar dat zag ze voor en na die studie niet zitten. Wel nam ze aanvullende lessen bij Ulfert Schults. In die dagen ging componeren vlot: ze had in 1922 al zes werken gecomponeerd, waaronder een strijkkwartet (1921), dat in dat jaar onder leiding van Emil Clemens Schröner uitgevoerd werd in Groningen, Den Haag en Amsterdam. De uitvoering in Groningen werd geplaagd door een slechte akoestiek van de zaal. Een criticus hoorde een Franse impressionistische invalshoek in het werk, dat nog wel haar jeugdig enthousiasme verried. In 1923 speelde het Utrechts Stedelijk Orkest onder leiding van Evert Cornelis haar Pastorale met invloeden van Claude Debussy, Maurice Ravel en Albert Roussel. In 1925 kwam er een breuk met Pijper, waardoor ze ook stopte met componeren. Ze werd secretaresse bij zilverfabriek Koninklijke Van Kempen & Begeer te Voorschoten. De muziek liet ze niet geheel vallen, ze zong enige tijd in het Leids Toonkunstkoor.
Het huwelijk bracht haar terug naar de muziek. Ze nam enige tijd les bij Willem van Otterloo, destijds centrale man in de Utrechtse muziekwereld. Het resulteerde in een Concerto grosso (1940) en een Suite voor orkest (1942), dat ze schreef onder de naam Sillevis-Stants. Die schreef ze terwijl onderduikers onder hun dak woonden en ze met afschuw reageerde op de Duitse bezetting.
Ze had de naam zich nogal extravagant te kleden, maar dat leidde wellicht tot vriendschappen in moderne kunstkringen, zoals met Hendrik Marsman (dichter), Ben Merkelbach (architect) en Charley Toorop (schilder).
Vanaf 1924 was ze als sociaaldemocraat verbonden aan instellingen als het Arbeiders Jeugd Centrale (AJC). In de jaren vijftig en zestig was ze enige tijd vicevoorzitter van het "Nederlandse Padvindstersgilde". Ook was ze rond die tijd lid van de "Nederlandse Jeugdgemeenschap" en "Raad van de Jeugdvorming (1957-1960). Ook werkte ze bij de Culemborgse Ziekenomroep.
Ze overleed op 65-jarige leeftijd in Culemborg na een lang ziekbed. Ze werd gecremeerd.
- Biografisch Portaal: 47876216
- Gemeinsame Normdatei: 173926142
- International Standard Name Identifier: 0000 0000 3100 7353
- Library of Congress Control Number: n94080378
- Nederlandse Thesaurus van Auteursnamen: 070019746
- Virtual International Authority File: 36148844
- WorldCat: E39PBJdxbBgMhw4XXd8mMjdG73